# 조선그리스도교련맹

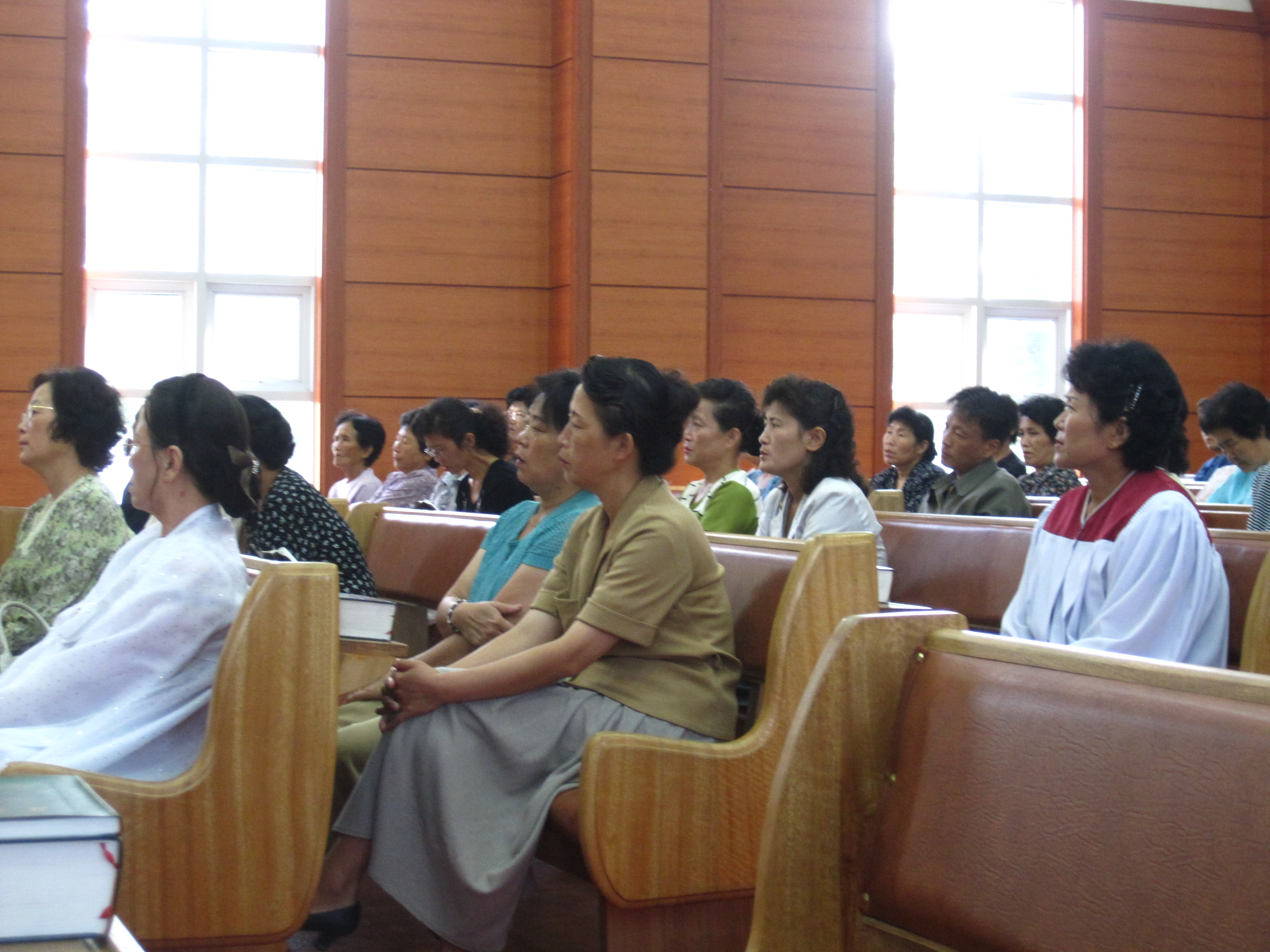

조선그리스도교련맹(Korean Christian Federation)은 조선민주주의인민공화국에 있는 개신교 단체이다. 이 연맹은 평양직할시에 중앙위원회를 두고있다.

## 역사
1946년 11월 28일에 공산당위원회에 의해 창설되었다.
김일성의 모친의 삼촌인 강량욱에 의해서 주도되었다.

## 창설 이전
1934년은 장로교 교회가 우리나라에 들어온지 50년이 되는 때라서 평양에 제일 큰 교회인 서문밖교회에서 장로교 총회를 하였다.

## 같이 보기
- 조선민주주의인민공화국의 종교
- 삼자 애국운동
- 한국기독교교회협의회
- 조선카톨릭교협회
- 평양대부흥
- 지하교회
- 문익환
- 토마스 기념교회